# 29-20 v.Chr.
De jaren 29-20 v.Chr (van de christelijke jaartelling) zijn een decennium in de 1e eeuw v.Chr..

## Belangrijke gebeurtenissen

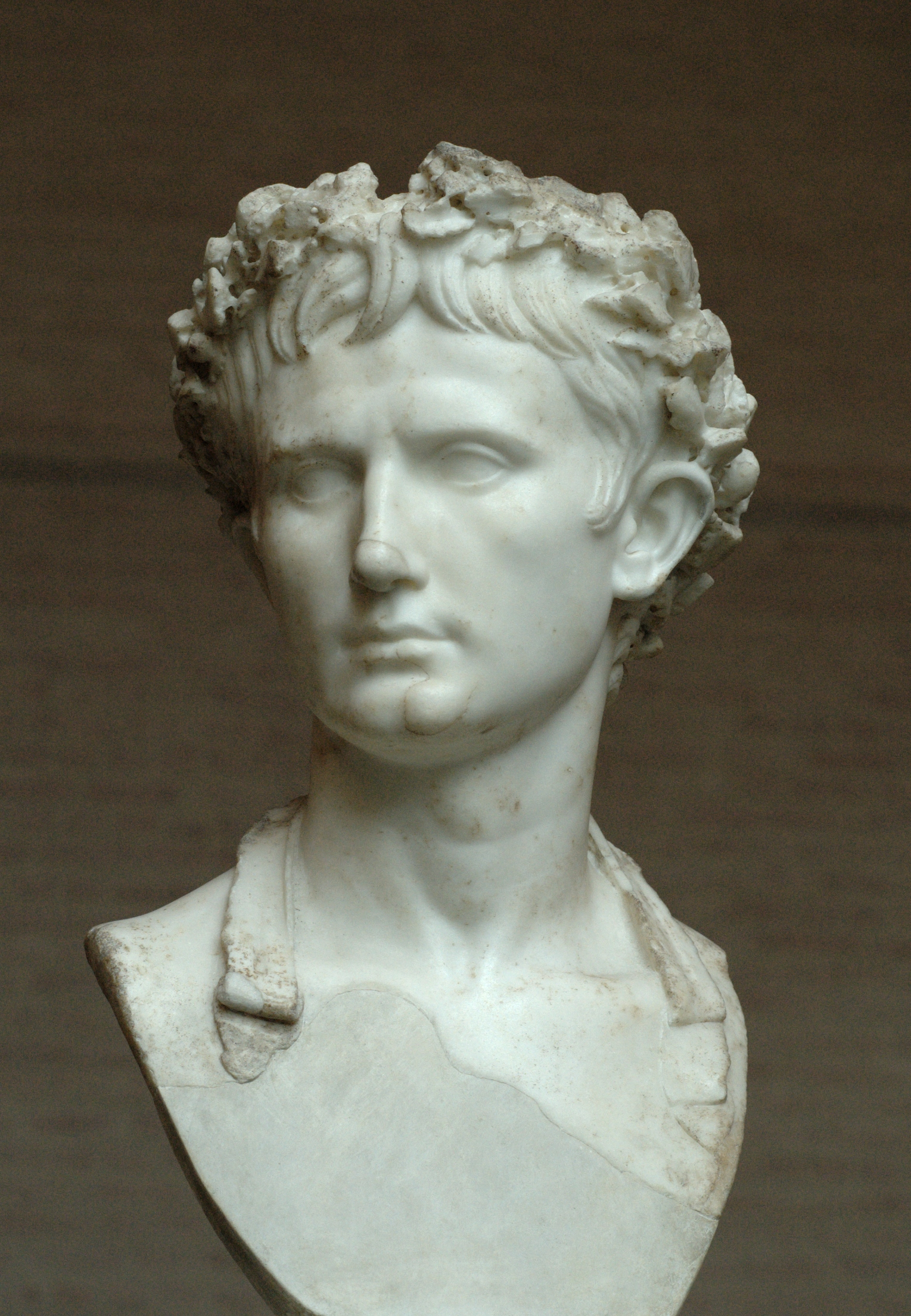
Keizer Augustus

### Romeinse Rijk
- 29 v.Chr. : Na de overwinning op Marcus Antonius laat de Senaat de politieke macht over aan Octavianus Caesar en als teken voor de vrede, de deuren van de Tempel van Janus op het Forum Romanum sluiten. Octavianus kondigt de Pax Romana ("Romeinse Vrede") af; de handel, industrie en landbouw bloeien op in het imperium.
- 28 v.Chr. : Octavianus krijgt de titel imperium maius, opperbevelhebber van het leger.
- 27 v.Chr. : Op 16 januari geeft de Romeinse senaat, Octavianus de titel van Princeps en van Augustus, het begin van het Principaat of het Romeinse Keizerrijk.
- 27 v.Chr. : Illyricum wordt een Romeinse provincie
- 26-25 v.Chr. : Keizer Augustus neemt persoonlijk deel aan de Cantabrische Oorlogen, Noord-Spanje.
- 23-22 v.Chr. : Tribunicia potestas. Keizer Augustus voert drastische hervormingen in.
- 21 v.Chr. : Marcus Vipsanius Agrippa, Augustus' rechterhand, huwt met zijn dochter Julia Caesaris maior.

### Midden-Oosten
- 29 v.Chr. : Herodes de Grote laat zijn vrouw Mariamne ter dood brengen, zij wordt beschuldigd van verraad.
- 28 v.Chr. : Obodas III volgt zijn vader Malichus I op als koning van de Nabateeërs. Hij sluit een handelsverdrag met Rome en beschermt bij Petra de kameelkaraven van de Zijderoute.

## Kunst en cultuur
- Publius Vergilius Maro begint aan zijn heldendicht de Aeneis. Het boek beschrijft de oorsprong van Rome, vergelijkbaar met het Griekse epos de Ilias en de Odyssee.

## Belangrijke personen

### Geboren
- 30 v.Chr. : Lucius Arruntius, Romeins consul en staatsman (overleden 37)

### Overleden
- 29 v.Chr. : Mariamne, Hasmonese prinses en echtgenote van Herodes de Grote

<< · 29 · 28 · 27 · 26 · 25 · 24 · 23 · 22 · 21 · 20 · >>
<< · 99-90 · 89-80 · 79-70 · 69-60 · 59-50 · 49-40 · 39-30 · 29-20 · 19-10 · 9-1 · >>